# Bandera Alicrusa
La Bandera Alicrusa (Bandeira Alicrusa en gallego) es una competición anual de remo, concretamente de traineras, que se celebra en Puebla del Caramiñal (La Coruña) desde el año 2021, organizada por el Club de Remo Puebla y patrocinada por Alicrusa, empresa de servicios logísticos frigoríficos.

## Historia
Esta prueba se disputa en la ría de Arosa y forma parte del calendario de la Liga LGT femenina en la que boga la trainera de Puebla, organizadora de la prueba, ya que dicha competición exige a los clubes que participan en ella la organización de al menos una regata.
Las boyas de salida y meta se sitúan dentro del puerto de Puebla del Caramiñal con las calles dispuestas en dirección sur hacia la ensenada de Caramiñal donde se disponen las balizas exteriores. La prueba se realiza por el sistema de tandas por calles, a seis largos y cinco ciabogas con un recorrido de 3 millas náuticas que equivalen a 5556 metros.

## Historial
| Edición | Año  | Ganadora | Segunda | Tercera   |
| ------- | ---- | -------- | ------- | --------- |
| I       | 2021 | Chapela  | Perillo | Riveira   |
| II      | 2022 | Chapela  | Rianxo  | Castropol |

## Palmarés
| Victorias | Club    | Años       |
| --------- | ------- | ---------- |
| 2         | Chapela | 2021, 2022 |